# Freak Show (serie de televisión)
Freak Show es una serie animada de televisión que se transmitía en Comedy Central creada por H. Jon Benjamin y David Cross.
La serie cuenta la historia de un freak show, llamado el Freak Squad, que de mala gana fungen como un grupo de superhéroes de segunda mano empleados por el Gobierno Federal de Estados Unidos.
Consta de una temporada con 7 capítulos, y se lanzó el 4 de octubre y terminó el 16 de noviembre de 2006. Cross y Benjamin fueron los productores ejecutivos además de ser la voz de varios personajes. Estudio Radical Axis manejó todos los aspectos de la producción, desde las primeras grabaciones de audio y diseño de personajes hasta el desarrollo final de los maestros. La serie fue publicada en DVD el 12 de junio de 2012.

## Reparto

### El Freak Squad
Benny y Tuck (David Cross y H. Jon Benjamin, respectivamente) - Siameses, son los líderes del Squad. Ellos son los únicos miembros que poseen algún indicio de responsabilidad y función. De igual forma son los únicos que tienen nombre propio en lugar de simplemente ser llamados por sus características. Su habilidad es separarse por 47 años por cada vez. 
La almeja barbuda (Janeane Garofalo) - Una almeja gigantesca, antropomórfica con barba, parece una mujer obesa de edad media. Habiendo crecido con eco-terroristas, posee numerosos puntos de vista izquierdistas, tiene un símbolo anarquista en su concha y es un partidario al feminismo radical. A menudo hace demostraciones y reuniones en las que usualmente es la única participante. Se ha mencionado que tiene un pasado sexual sórdido, revelando que se involucra en la cópula de lugares poco convencionales como en la cabina de un F-16. A veces se muestra como una madre adoptiva del grupo, cuenta entre sus talentos la habilidad de cocinar tres diferentes platillos a la vez en un wok. Al final de la serie. es cocinada viva por un grupo de judíos ortodoxos y alimentó al "Mesías Judío", un gigante adornado de prepucios circuncidados. Su superpoder el "Jugo ácido de perra", una forma de saliva extremadamente potente capaz de deshacer la mayoría de los metales, la cual puede escupir de su boca. También posee la habilidad de transformarse a estado líquido, en el cual puede absorber a otros súper dotados y aprovechar su habilidad para cambiar de forma. 
El más alto de Nebraska (Brian Stack) - Un hombre particularmente alto de Nebraska. El es visto como el estereotipo de "el presidente ignorante", aunque es también el miembro más sensible del squad, a menudo haciendo pausas para seleccionar cuidadosamente sus palabras para que sean completamente inofensivas, incluso en situaciones donde ofender a alguien no sería inapropiado. Su superpoder es la habilidad de encogerse seis pulgadas.
Primi el bebé prematuro (David Cross) - Un bebé prematuro Judío con la habilidad inexplicable de hablar y operar una unidad mecánica de transporte. También habla en metáforas y lenguas muertas que aparentemente sólo la Almeja Barbuda puede entender. También tiene algo de acento extranjero, muy parecido al Italiano. En varios puntos de la serie, ha necesitado un tipo de unidad de incubación equipada con llantas y guantes mecánicos para que pueda moverse. No obstante, al final de la temporada, dejó la unidad y realizó acrobacias por su propia cuenta. Su superpoder es vómito dirigido, su súper habilidad es vomitar fluidos en la dirección que él quiera y sobre la persona que quiera.
Republicano Log Cabin (Jon Glaser) - Un republicano gay. Usualmente vestido con un traje de negocios; en ocasiones se ocupa de otros del grupo. El martes 31 de octubre de 2006 el personaje Repulicano Log Cabin apareció en el episodio El reportaje de Colbert en el que fue entrevistado. Su superpoder es la habilidad de transformarse en "Oso Corpulento", quien puede correr a 60 millas por hora, escalar árboles y decapitar víctimas con un solo golpe de sus manos inmaculadamente manicuradas.

### Personajes secundarios
Bob y Helen Hartsdale (Cross y Benjamin respectivamente)- La pareja linda y vieja a las que les pertenece el Freak Show y el Squad. Normalmente son mostrado como personas seniles. 
Ducan Schiesst (Will Arnett) - Trabaja para el Frikimercado. El minorista más grande del mundo, tratando de comprar el Freak Show del señor y la señora Hartsdale.
Frank Meinkowitz (Todd Barry) - El creador del Freak Squad y quien les da sus misiones. 
La Cosa Más Pequeña del Mundo (Kristen Schaal) - Uno de los monstruos de Hartsdale. Es tan pequeño que nadie sabe su género verdadero o especie. El Más Alto de Bebraska lo pisó acidentalmente en el segundo episodio. 
Danny the Plumber Guy (Cross) - Una parodia de Larry the Cable Guy. Su frase es "Git to gittn". El creador David Cross es conocido por criticar el carácter y la rutina de Daniel Whitney.